# Обориште (Пазарджицька область)
Обо́риште (болг. Оборище) — село в Пазарджицькій області Болгарії. Входить до складу общини Панагюриште.

## Населення
За даними перепису населення 2011 року у селі проживали 1256 осіб.
Національний склад населення села:
| Національність   | Кількість осіб | Відсоток |
| ---------------- | -------------- | -------- |
| болгари          | 1213           | 99,4%    |
| цигани           | 5              | 0,4%     |
| турки            | 0              | 0%       |
| Всього відповіли | 1220           |          |

Розподіл населення за віком у 2011 році:
Динаміка населення: